# Allehol, Khanapur
Allehol là một làng thuộc tehsil Khanapur, huyện Belgaum, bang Karnataka, Ấn Độ.